# Cova del Tendo
La cova del Tendo és a la Moleta de Cartagena, en la serra del Montsià, al terme municipal de la Ràpita (Montsià), inclòs a l'Inventari del Patrimoni Arqueològic i Paleontològic de Catalunya.
S'hi va trobar el 1964 una pintura mural amb una curiosa associació entre un brau d'estil Paleolític superior i una figura humana de tipus llevantí. Fou la primera pintura rupestre paleolítica trobada al sector oriental peninsular. Espoliada poc després, es tornà a estudiar als anys 1980 i es va fer un projecte de prospecció de la cavitat, el 1990, dirigit per Anna Alonso i Alexandre Grimal, que van aportar dades interessants i substancials, si bé no es va arribar a esbrinar la sort d'aquella extraordinària mostra de les creences dels grups paleolítics.

## Descripció
La mola té unes vessants molt pronunciades amb bancs de roca calcària i petits camps de conreu abancalats de garrofers i oliveres amb vegetació autòctona semi-estepària. A l'oest i al sud de la mola hi ha el barranc de Mata Rodona, al nord els Quatre Mollons i a l'est la plana litoral amb La Ràpita.
La cova és un petit forat que s'enfonsa quasi verticalment en el terra, és a dir un avenc que s'eixampla cap avall. L'any 1964 es descobrí una pintura rupestre que fou estudiada per Eduard Ripoll i que actualment està destruïda. La figura essencial era un toro en posició vertical i el cap aixecat de tipus paleolític, i una possible silueta humana de tipus llevantí. Segons Beltran, això és acceptable amb reserves. Segons les fotografies i els calcs publicats, el bòvid rampant representat media uns 33 cm d'altura, estava orientat a la dreta i a la dreta de les seves extremitats posteriors hi havia una polèmica representació d'un arquer. Tot això en color negre.

## Context
Mola el·líptica amb una altitud màxima de 352 metres que es desprèn del massís del Montsià i secundàriament de les muntanyes anomenades els Quatre Mollons.